# Ferme de la Cour Basse
La ferme de la Cour Basse est une ferme située à Lux, en Saône-et-Loire, France.

## Description

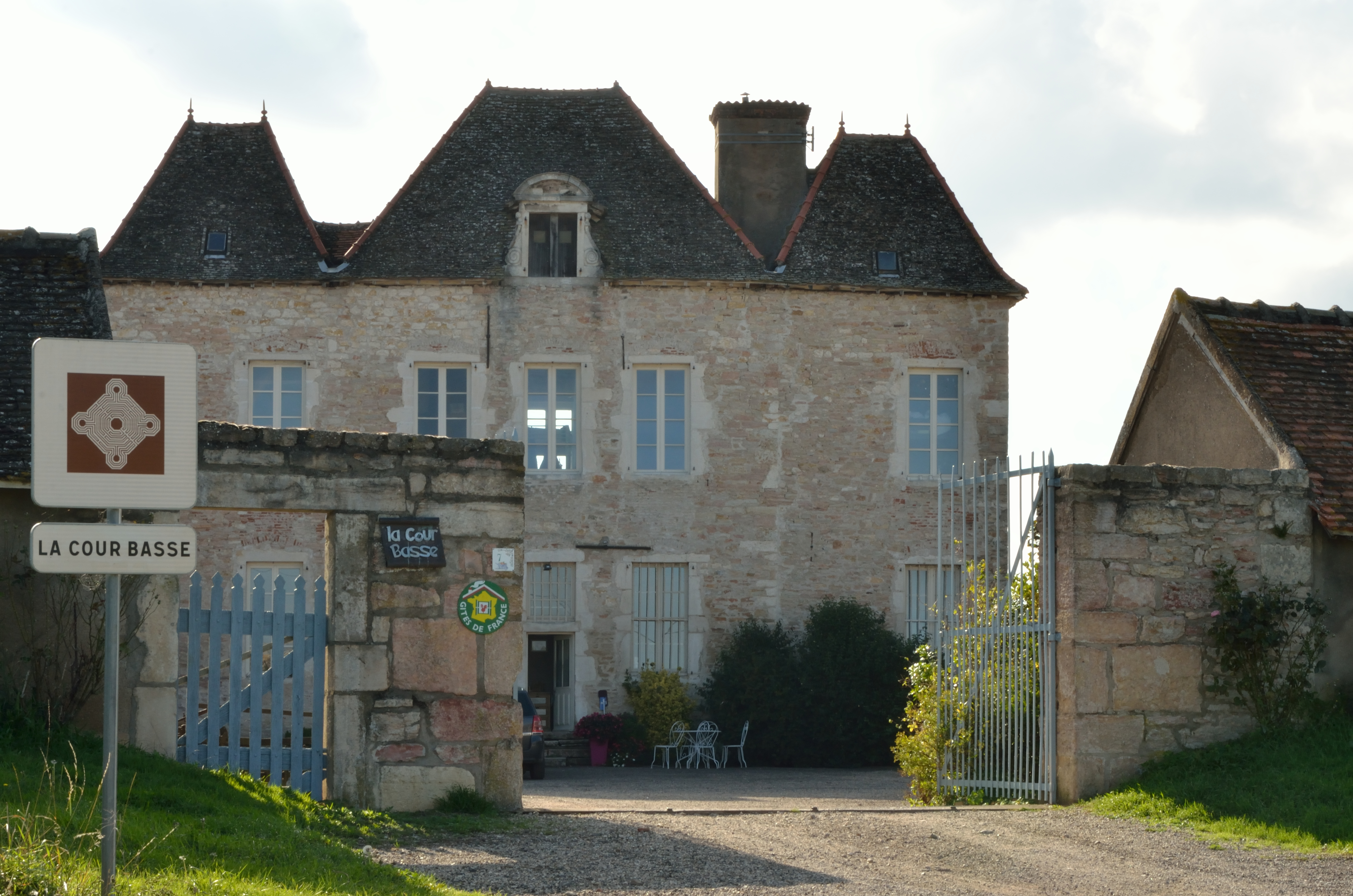
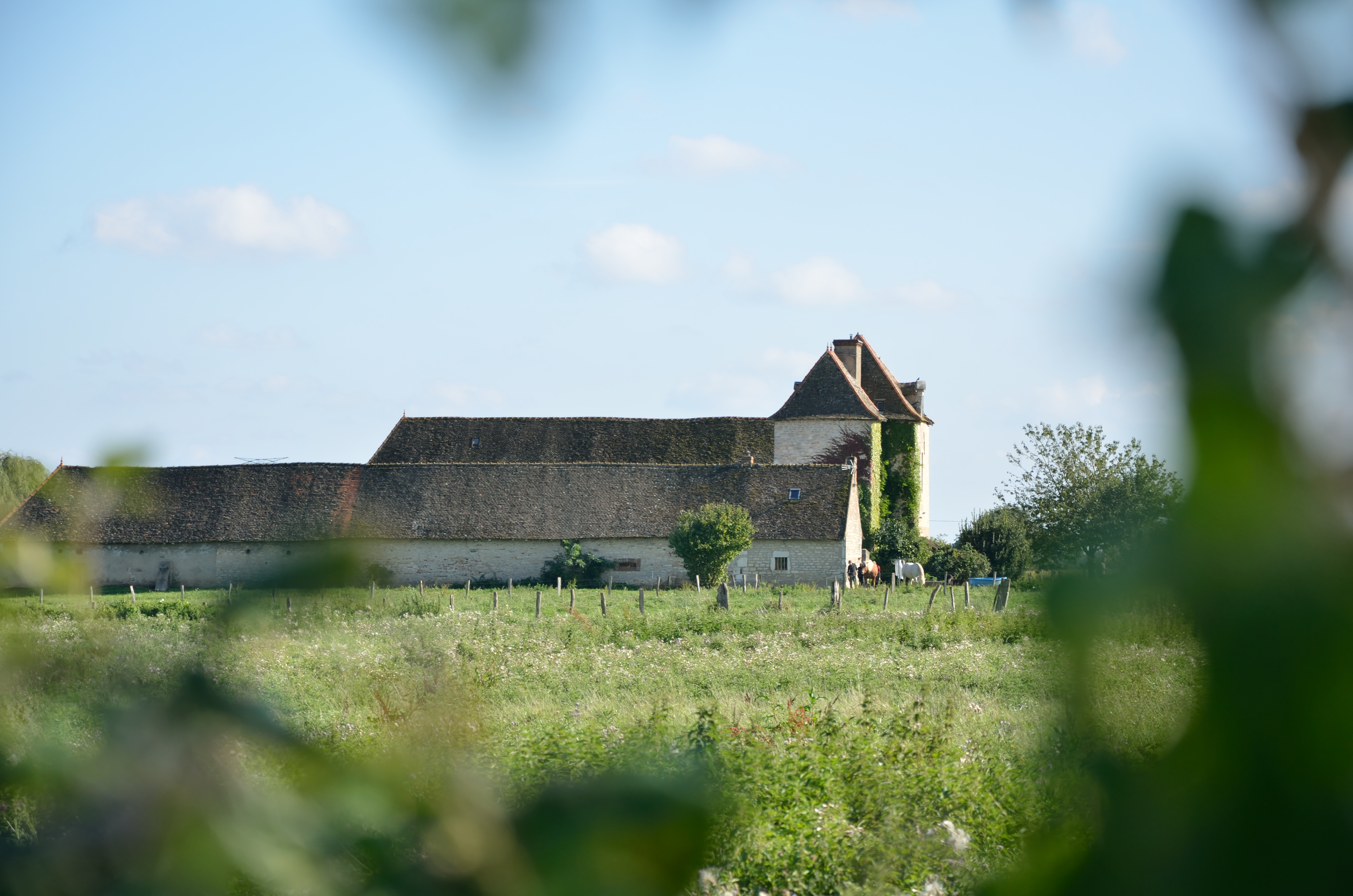

## Historique
Cette ferme a été construite vers 1680 par Philippe Masson, lieutenant général du bailliage de Chalon-sur-Saône.
Le monument est inscrit au titre des monuments historiques depuis 2001.